# Don Juan Xido de Abajo
Don Juan Xido de Abajo är en ort i Mexiko.   Den ligger i kommunen San Miguel de Allende och delstaten Guanajuato, i den centrala delen av landet, 230 km nordväst om huvudstaden Mexico City. Don Juan Xido de Abajo ligger 1 954 meter över havet och antalet invånare är 533.
Terrängen runt Don Juan Xido de Abajo är kuperad åt sydost, men åt nordväst är den platt. Runt Don Juan Xido de Abajo är det ganska tätbefolkat, med 96 invånare per kvadratkilometer. Närmaste större samhälle är San Miguel de Allende, 8,0 km nordost om Don Juan Xido de Abajo. Trakten runt Don Juan Xido de Abajo består i huvudsak av gräsmarker.